# La Voie du Mellow
La Voie du Mellow est le premier album du groupe de hip-hop Mellowman, sorti en 1995 en France

## Liste des pistes
1. Ainsi soit cool
2. Pyromellow
3. Le Temps de vivre
4. Funky Chaperon Rouge
5. La Voie du Mellow
6. Did et Tom
7. Gardez l’écoute
8. Ainsi soit cool (Cool Bis)
9. Check-List
10. Mésaventures
11. Salsa
12. Mic Mac
13. Ainsi va la vie
14. Week-end
15. Gardez l'écoute (Swing Beats Mix)
16. La Voie du Mellow (Pumba Family Mix)
17. Week-end (Take Gsp Time Mix)
18. Le Temps de vivre (Happy Pumba Mix)